# 匡达人
匡达人（1921年—？），女，湖南宝庆人，中国生物学家，曾任中国科学院上海细胞生物学研究所研究员，中国生物化学会理事，中国遗传学会理事。